# Bătălia de la Sârca
Bătălia de la Sârca a avut loc pe 16 iulie 1653, armata domnitorului Moldovei, Vasile Lupu a fost învinsă de către armata susținǎtorilor lui Gheorghe Ștefan, pretendentul la tron.
Pe 11 iulie 1653 armata pretendentului, Gheorghe Ștefan, întărit-ă cu 1000 de cavaleri transilvanieni conduși de János Boros, a trecut Siretul și s-a îndreptat spre nord-est. Domnitorul Moldovei, Vasile Lupu, a cărui forțe conduse de Ștefăniță au fost înfrânte în bătălia de la Valea Seacă, și-a adunat din nou forțele, dupǎ care în fruntea unei oști de 4000 ostași (3.000 de miliții din Moldova, inclusiv greci din Iași, 400 de seimeni și 200 de cazaci conduși de Osip Gluh) a mărșǎluit spre inamic. Lupta a avut loc pe 16 iulie 1653 în apropiere de satul Sârca, 55 km est de Iași.
Armata lui Lupu a ocupat o puternică poziție defensivă pe râul Oii. János Boros a decis să-l ocolească pe Lupu și a condus cavaleria sa în amonte pe râu. Lupu l-a urmǎrit, și anume aici s-a dat lupta. Încercarea lui Lupu de a proteja trecerea cu ajutorul cǎlǎreților sǎi nu a reușit.
Cavaleria transilvană a atacat decisiv, și a pus pe fugă cavaleria moldovenească (primul a fugit însuși fratele domnitorului, sertarul Gheorghe Coci), după care și infanteria a fost forțată să se retragă. Rămășițele armatei lui Lupu s-au retras în continuare până la Nistru. Trupele lui Ștefan au urmărit inamicul, mǎcelǎrindu-i, în special, pe cazaci. Potrivit relatărilor lui Paul de Alep, în bătălie au fost uciși 5000 de cazaci, însǎ probabil este o exagerare. Lupu după înfrângere a plecat în Smila (Hetmanatul Căzăcesc).